# Volžsko-kamská kaskáda
Volžsko-kamská kaskáda (rusky Волжско-Камский каскад ГЭС ) je soustava vodních děl v povodí největší evropské řeky Volhy. Je nejvýkonnější kaskádou vodních elektráren v Evropě. Kaskáda je tvořena 13 přehradními hrázemi, z nichž 12 je součástí vodních elektráren. Význam Volhy v dějinách a ve vědomí Rusů je podobný jako význam Vltavy v dějinách a vnímání Čechů. Stejný je i poměr délky zatopeného toku vůči celkové délce řeky. Velmi podobné je i obecné hodnocení Volžko-kamské a Vltavské kaskády. Naprosto stejný je i stesk po ztracených původních údolích. Stejný je i poměr vyrobené elektrické energie k celkové energetické produkci země.

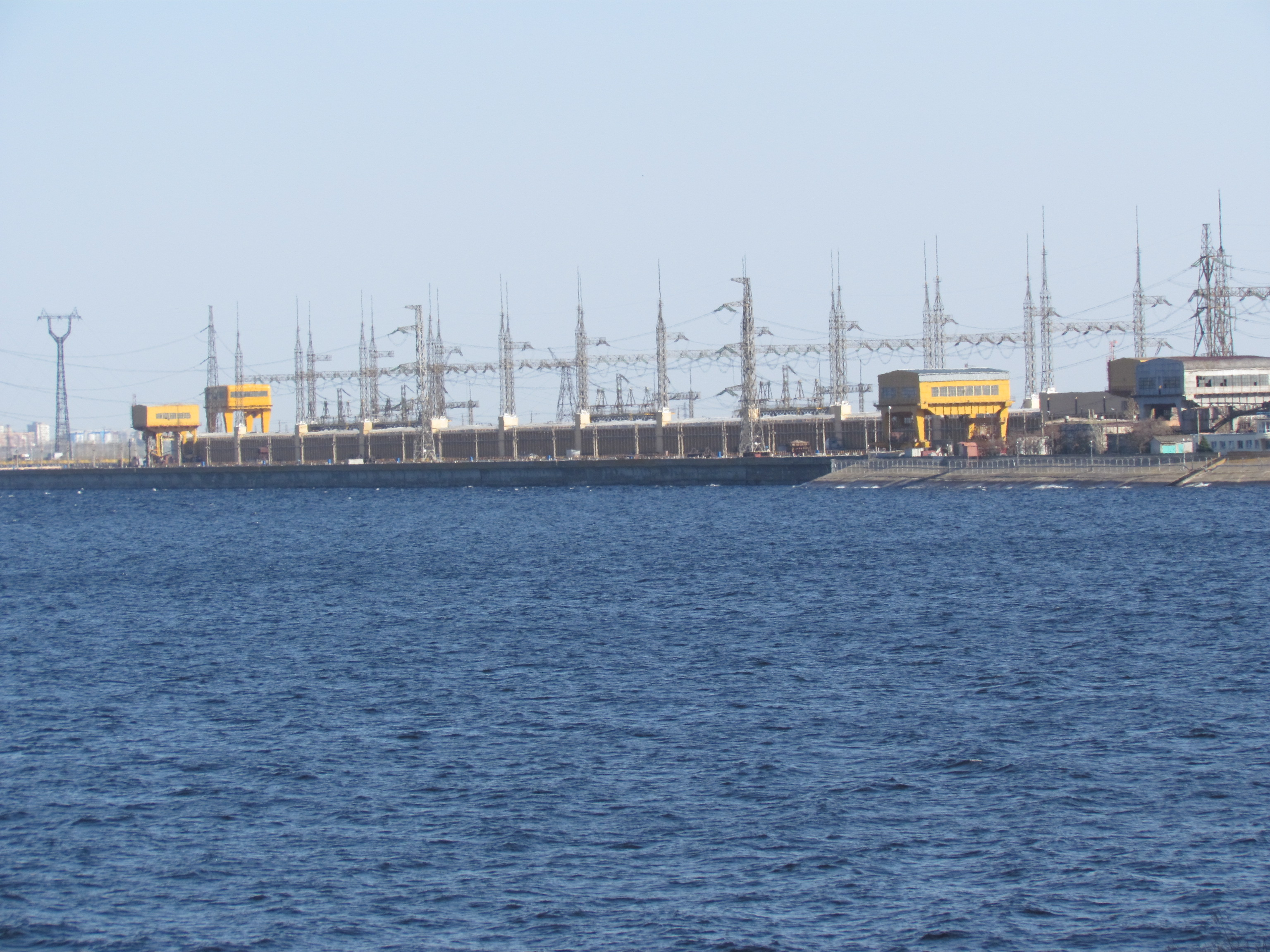
Volžská vodní elektrárna

Vodní energie je nezastupitelná pro svou pohotovost a bez ní si lze jen těžko představit fungování elektrické soustavy.

## Přehled přehradních nádrží a vodních elektráren
| Přehradní nádrž | Objem km³ | Elektrárna       | Instalovaný výkon MW | Spuštění prvního agregátu | Řeka   |
| --------------- | --------- | ---------------- | -------------------- | ------------------------- | ------ |
| Hornovolžská    | 0,48      | -                | -                    | -                         | Volha  |
| Ivaňkovská      | 0,89      | Ivaňkovská       | 28,8                 | 1937                      | Volha  |
| Ugličská        | 0,67      | Ugličská         | 120                  | 1940                      | Volha  |
| Šeksninská      | 1,85      | Šeksninská       | 84                   | 1965                      | Šeksna |
| Rybinská        | 16,7      | Rybinská         | 386,4                | 1941                      | Volha  |
| Gorkovská       | 3,9       | Nižněnovgorodská | 530,5                | 1955                      | Volha  |
| Čeboksarská     | 0,0       | Čeboksarská      | 1 370                | 1980                      | Volha  |
| Kamská          | 9,8       | Kamská           | 552                  | 1954                      | Kama   |
| Votkinská       | 4,45      | Votkinská        | 1 115                | 1961                      | Kama   |
| Nižněkamská     | 0,77      | Nižněkamská      | 1 205                | 1979                      | Kama   |
| Kujbyševská     | 30,9      | Žiguljovská      | 2 488                | 1955                      | Volha  |
| Saratovská      | 1,75      | Saratovská       | 1 439                | 1967                      | Volha  |
| Volgogradská    | 8,25      | Volžská          | 2 734                | 1958                      | Volha  |

## Historie

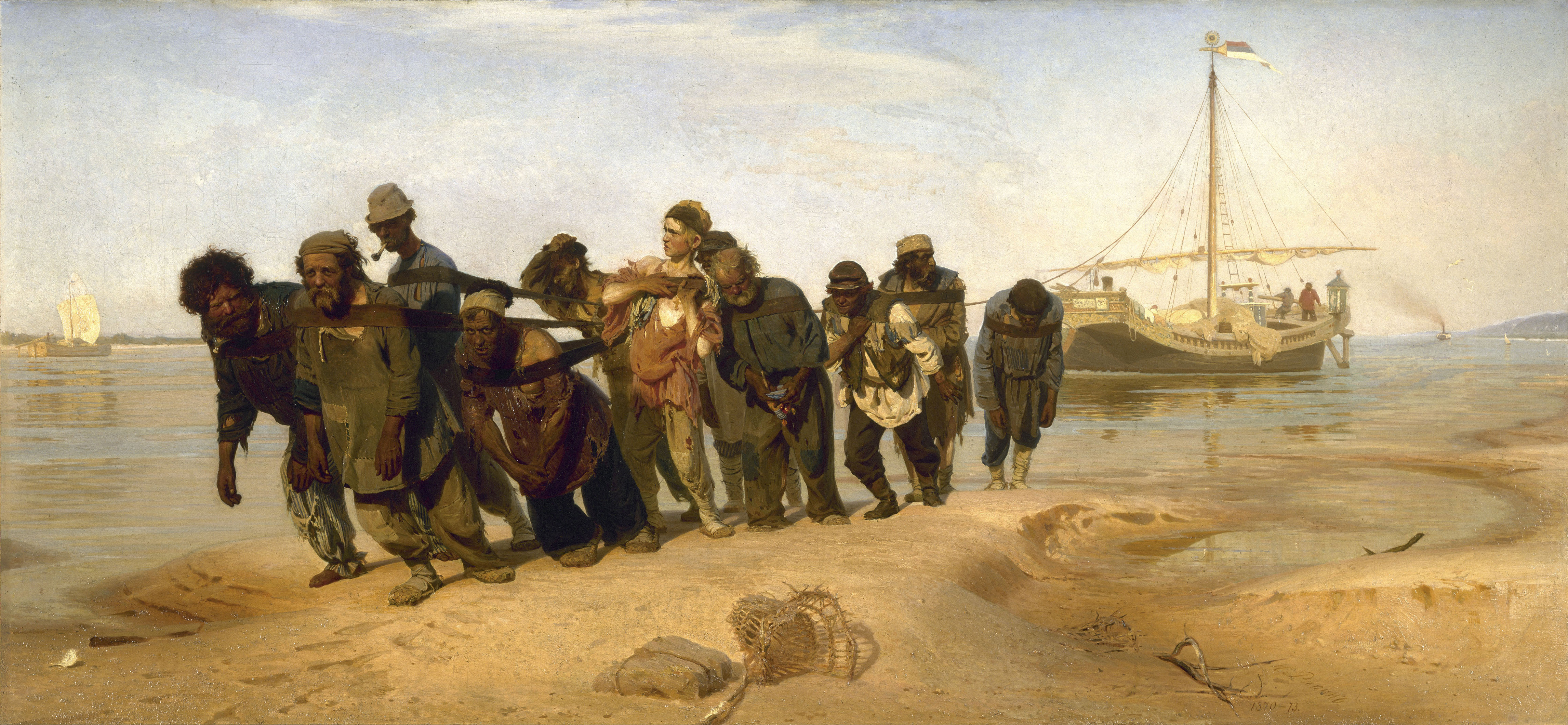
Překonávání říčních prahů v 19. století

Do povodí horní Volhy patří oblast kolem Moskvy, sama řeka Moskva vtéká do přítoku Volhy. První větší stavby v horním povodí této řeky byly orientovány na tvorbu vodohospodářských systémů pro zásobování Moskvy již v 18. století. Dosud zachovalé dílo této soustavy bylo vybudováno v roce 1843. Je jím Hornovolžská přehrada s jezerem o ploše 183 km2. První elektřina vyrobená silou Volhy začala proudit do veřejné sítě až od prosince 1937. Tedy při desetiletém zpoždění oproti elektrárnám v povodí Něvy. Význam vodních elektráren ve válečném období byl obrovský a mimořádnou houževnatostí vynikalo i zajištění provozu. Turbíny i alternátory se podle pohybu fronty operativně demontovaly a převážely na východ stejně jako se rychle vracely do původních strojoven. Vodní energie šetřila tolik potřebná pevná paliva. Obsluhu elektráren tvořily většinou narychlo vyškolené dívky ve věku 14 až 15 let. Turbíny i alternátory se točily bez ohledu na jakoukoli režimovou optimalizaci. Obrovský psychický význam pro obyvatele obleženého Leningradu mělo obnovení dodávky elektřiny, když obyvatelé každé domácnosti mohli podle rozpisu strávit dvě hodiny u 40 W žárovky. Rovněž obnova poničeného vedení byla založena na těžké práci mládeže obojího pohlaví ve věku 14 až 15 let.
Až do roku 1958 byla všechna vodní díla budována především úsilím vězňů z táborů nucených prací systému GULAG. Posledním vodním dílem na kaskádě, využívajícím až do konce stavby práci vězňů byla Žiguljovská elektrárna.
Největší elektrárnou na kaskádě je Volžská elektrárna, která byla v letech 1960 – 1963 nejvýkonnější vodní elektrárnou na světě. Od roku 1964 se světové prvenství na základě zkušeností získaných na Volze přestěhovalo na Sibiř na břehy řeky Angary a Jeniseje.

## Současnost
K roku 2019 je vlastníkem všech elektráren Volžsko-kamské kaskády ruská společnost RusHydro. Od roku 2016 probíhá výměna zastaralých soustrojí s cílem dosáhnout do roku 2025 výměny všech hydroagregátů starších dvaceti let a na celé kaskádě dosáhnout instalovaného výkonu 12 000 MW.